# Онондага
Онондага (англ. Onondaga) — плем'я північноамериканських індіанців, що входило в союз Ліги ірокезів. Самоназва оnǫda'géga — «люди пагорбів».

## Історія
У Лізі онондага історично хранителі вогню і хранителі вампумом. Ліга ірокезів спочатку складалася з п'яти племен, які були розселені на території сучасного штату Нью-Йорк і у географічному відношенні, зі сходу на захід, розташовувалися в такому порядку: могавк, онайда, онондага, кайюґа і сенека. У 1722 році в конфедерацію ірокезів було прийнято плем'я тускарора.

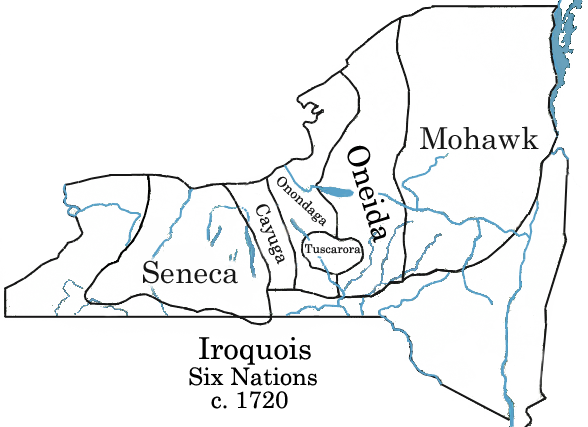
Ірокезька Ліга. 1720

Племена конфедерації ділилися на старших братів і молодших братів, онондага належали до перших. У Раді Ліги онондага мали 14 вождів, кайюґа — 10, могавки і онайда по 9, сенеки — 8. Але на рівноправності в Лізі це не позначалося, оскільки необхідною умовою для прийняття рішення було повна одностайність всіх вождів Ради Ліги. І якщо хоч один з вождів будь-якого племені конфедерації був проти прийняття будь-якого рішення, воно могло бути не прийняте.

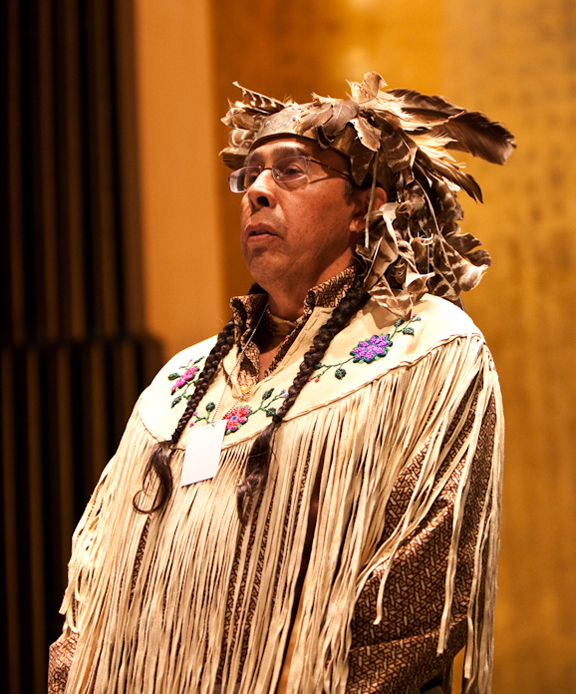
Тодадахо або Сідні Гілл, онондага, виступаює перед Організацією Об'єднаних Націй, 2009

Під час Американської революції онондага зберігали нейтралітет, хоча частина воїнів приєдналася до набігів на американських поселенців. Конгрес США залишив онондага ділянку землі в штаті Нью-Йорк, оскільки офіційно вони не брали участі у військових діях. Згодом на цих землях для них була утворена резервація.
Деякі онондага з більшою частиною могавків та сенек пішли в Канаду, де британський уряд обіцяв їм притулок.
Нині онондага і їхні нащадки проживають у штаті Нью-Йорк і в канадській провінції Онтаріо.